# Neonauclea calycina
Neonauclea calycina là một loài thực vật có hoa trong họ Thiến thảo. Loài này được (Bartl. ex DC.) Merr. mô tả khoa học đầu tiên năm 1915.